# Monte Mulanje
Il monte Mulanje è una montagna del Malawi. Si tratta di un monadnock situato nella regione meridionale del Paese, circa 65 km a est della città di Blantyre. Con la sua altitudine di 3002 metri s.l.m., rappresenta il punto più elevato del territorio del Malawi.